# Caryophyllia planilamellata
Caryophyllia planilamellata is een rifkoralensoort uit de familie Caryophylliidae. De wetenschappelijke naam van de soort is voor het eerst geldig gepubliceerd in 1906 door Dennant.